# 酒井敏夫
酒井 敏夫（さかい としお、1920年6月21日 - 2012年5月23日）は、日本の医学者・生理学者、東京慈恵会医科大学名誉教授。

## 略歴
- 神奈川県生まれ。旧制神奈川県立第一中学校卒業。
- 1946年9月10日、東京慈恵会医科大学卒業。
- 1950年、「大脳皮質興奮系に関する研究」で医学博士。
- 1951年5月1日、東京慈恵会医科大学生理学教室講師。
- 1951年11月1日、横浜国立大学学芸学部助教授。
- 1960年3月1日、教授。
- 1965年、東京慈恵会医科大学教授。
- 1986年、定年退職、名誉教授。
- 1988年8月24日、日本宇宙航空環境医学会に入会し1994年から1997年まで、同会の理事を務める。
- 2004年11月12日、日本宇宙航空環境医学会の名誉会員となる。
- 2012年5月23日、92歳で死去[1]。

## 著書
- 「筋の構造と機能」遠藤実、杉田秀夫共編集 （1977年）医学書院
- 「慈恵の庭にありて」（1986年）鶴岡印刷